# Vincent Bardet
Pour les articles homonymes, voir Bardet.
Vincent, Pascal, Bardet est un éditeur, traducteur et essayiste, né le 8 avril 1947. Il a notamment contribué à faire connaître en France les traditions du zen et d'autres voies spirituelles.
Né à Clermont-Ferrand, où vivaient ses grands-parents maternels, Vincent Bardet passe ses années de jeunesse dans le quartier de la Plaine-Monceau à Paris. Élève au lycée Carnot de 1953 à 1964, il y est lauréat du Concours Général de philosophie en 1964.
Après le baccalauréat, il est admis à l'Institut d'Études Politiques de Paris, dont il sort diplômé en 1967, dans la section Service Public. Il est président du Centre Saint-Guillaume, association des étudiants catholiques de Sciences Po pour l'année 1965-1966.
À la rentrée 1967, il s'inscrit à la toute nouvelle Université de Nanterre pour y étudier la philosophie. Il y est l'élève d'Emmanuel Levinas et de Jean-François Lyotard. Il en sort avec une Licence en 1969, après avoir activement participé au mouvement étudiant de mai 1968 et fait partie du Mouvement du 22 mars avec, notamment, Daniel Cohn-Bendit et Jean-Pierre Duteuil. Il se lie d'amitié avec Edgar Morin et Alain Jouffroy. Après Nanterre, Vincent Bardet s'inscrit pour l'année 1969-1970 au Centre Universitaire de Vincennes pour une Maîtrise de philosophie.

## Parcours professionnel
À partir de 1970, il publie des traductions et des essais, pour différentes maisons d'éditions, telles que Seghers, Le Seuil, Robert Laffont, Albin Michel. Après un stage d’édition d’un an chez Farrar, Straus & Giroux à New-York en 1979-1980, il entre aux éditions du Seuil en 1980 en tant que membre du Comité de Lecture, où il reste jusqu'en 2008. Il y est directeur du service des manuscrits de 1981 à 1983, membre du Conseil d'Administration entre 1980 et 1989, sous les mandats de Michel Chodkiewicz, puis membre du Conseil de Surveillance entre 1990 et 2004, sous les mandats de Claude Cherki. De 1990 à 2004, il dirige la collection Points Sagesses avec Jean-Louis Schlegel. Il entretient une amitié durable avec les philosophes Robert Misrahi et Kostas Axelos.

## Parcours spirituel
Moine zen, Vincent Bardet a suivi les enseignements directs de maître Taisen Deshimaru, puis du maître tibétain Chogyam Trungpa,. Il est membre de l'Association Zen Internationale depuis 1973. Il a participé à la réception et la transmission directe du Zen de maître Taisen Deshimaru de 1973 à 1982. Il a, pour la première fois en France, publié avec lui ses enseignements et des textes fondateurs de la tradition. Vincent Bardet a aussi étudié les arts martiaux japonais avec maître Kenji Tokitsu. Dès 1973, il a traduit pour les éditions du Seuil, le maître du bouddhisme tibétain Chogyam Trungpa, fondateur de Shambhala International (en). Après leur rencontre à Boulder, Colorado, Vincent Bardet a édité, en 1990, Shambhala, la voie sacrée du guerrier. En 1990, il accompagne Matthieu Ricard et Dilgo Khyentsé Rinpoché dans son 3e et dernier voyage au Tibet. Le 28 avril 2022, Vincent Bardet, bodhisattva Genryu, Dragon de la Source, moine Taizen, a reçu la transmission du Dharma dans la lignée de Niwa Zenji et Nishijima.

## Famille
Il est le fils aîné de Jean Bardet, éditeur, et de Marie Letourneux, psychanalyste. Il est le neveu du photographe Roland Bardet. Il a épousé en 1989, Aminata (Yasmina) Dia, peule de Mauritanie. Ils ont eu quatre enfants : Emmanuel (né en 1990), Gabrielle (née en 1991), Raphaëlle (née en 1994), Mikhaël (né en 1996).

## Affaire judiciaire
À la fin des années 1990, Vincent Bardet et son épouse sont mis en cause pour avoir exploité pendant des années une bonne togolaise qu'ils faisaient travailler plus d’une douzaine d’heures par jour, sept jours sur sept, sans la rémunérer. Le tribunal correctionnel les condamne en juin 1999 à un an d’emprisonnement dont sept mois avec sursis, et à une amende. En appel, la cour d'appel de Paris ne retient qu’un chef de poursuite – l’emploi d’une personne en situation irrégulière – et prononce une relaxe presque totale. En 2005, la Cour européenne des droits de l’homme estime que, dans cette affaire, la France a violé la Convention européenne des droits de l’homme qui interdit l’esclavage et le travail forcé, faisant valoir que la législation française en vigueur à l’époque n’a pas assuré à la requérante une protection concrète et effective,,.

## Publications

### Auteur
Il est notamment l'auteur de : Canyon/Californie, éditions du Seuil, 1972; Techniques du bien-être : une journée, une vie, avec Evelyn De Smedt, Robert Laffont, 1974; Magie du corps, avec Evelyn De Smedt, Hachette, 1979; Poèmes et proses des ivresses, Anthologie avec Zéno Bianu, Seghers, 1984; La Voie du guerrier, avec Alain Bar et Jacques Foussadier, Bibliophiles de France, 1986, Le Livre du Tantra, éditions Dervy, 2012.
Il a écrit des articles et des poèmes dans plusieurs revues : Tel Quel, Nouvelles Clés, Questions de., La Nouvelle Revue Tibétaine, Chaman, Le Parapluie (revue de Henri-Jean Enu), Révolution Intérieure (revue de Daniel Giraud).
Il a participé aux ouvrages collectifs suivants : «La chiromancie» et «Les pouvoirs de l'esprit» dans La pratique des arts divinatoires, Laffont, 1976; «L'expérience chamanique» dans La mort est une autre naissance, Seghers/Laffont, 1978; «L'Épopée nordique et germanique» dans L’Europe païenne, Seghers, 1979; Lilith, la Lune Noire, Les Gouttelettes de Rosée, 2000.
Avec Maître Taisen Deshimaru, aux éditions Albin Michel : Textes sacrés du zen, tome 1 (1975) & tome 2 (1976), La pratique du Zen, 1981; Zen et arts martiaux, 1983; Zen et Christianisme, 1990; Concentration et observation, 2001.
Avec Philippe Rei Ryu Coupey : La Voix de la vallée, éditions du Rocher, 1994; Le Rugissement du lion, éditions du Rocher, 1994; Zen et karma, éditions de l'Eveil, 2016; Les Deux versants du zen, éditions de l'Eveil, 2018.

### Traducteur
Vincent Bardet est le traducteur d'une quarantaine d'essais sur l'anthropologie, la cosmologie, les sciences religieuses et le patrimoine spirituel de l'humanité.
- Les visionnaires : Ivan Illich, Énergie et équité, Seuil, 1973; La convivialité, Seuil, 1973; Carl Sagan, Cosmic connection, ou l’appel des étoiles, Seuil, 1975; Les Dragons de l’Eden, spéculations sur l’évolution de l’intelligence humaine et autre, Seuil, 1980; Fritjof Capra, Le Tao de la Physique, Sand, 2000.
- Tch’an / Zen : Lawrence Leshan, Méditer pour agir, Seghers, 1975; Kazuaki Tanahashi, Hakuin, rien qu’un sac de peau, Albin Michel, 1987; D.T. Suzuki, Les chemins du Zen, Albin Michel, 1995; Philip Kapleau, Questions zen, Seuil, 1992; Dennis Rose, Zen-management, être efficace autrement, Dangles, 1992; Sheng Yen et Dalaï Lama, Au cœur de l’éveil, Seuil, 2006; Thomas Cleary, L’Art zen du leadership, ou quelques précieuses leçons du Chan (Chine, époque Song - Xe-XIIIe siècle), Lattès, 2006.
- Traductions de Chögyam Trungpa : Enseignements secrets, l’incandescence du réel, Ed. du Relié, 2003, Seuil, 2006; Le Chemin est le but, manuel de base de méditation bouddhique, Seuil, 2007; Zen et Tantra, Seuil, 2010, Pratique de la voie tibétaine, au-delà du matérialisme spirituel, Seuil, 2014; Le Mythe de la liberté, et la voie de la méditation, Seuil, 2015; Tantra, la voie de l’ultime, Seuil, 2016.
- Autres Voies : David Tansley, Le Corps subtil, essence et ombre, Seuil, 1977; Ajit Mookerjee, Madhu Khanna, La Voie du Tantra, art, science, rituel, Seuil, 1977; Z’ev ben Shimon Halevi (en), L’Arbre de vie, introduction à la Cabale, Albin Michel, 1985; Michael Howard, Runes, pratiques et interprétations, Albin Michel, 1987; Stanislas Klossowski de Rola, Le Jeu d'or. Figures hiéroglyphiques et emblèmes hermétiques dans la littérature alchimique du XVIIe siècle, Thames & Hudson, 1997; Gary Urton, Mythes incas, Seuil, 2004.
- Chamanisme Daniel C. Noël, Carlos Castaneda, ombres et lumières, Albin Michel, 1981; Robert Gordon Wasson, Le champignon divin de l’immortalité, suivi de Qu’était le soma des aryens ?, l’Esprit frappeur, 2000; Gerardo Reichel-Dolmatoff, Le contexte culturel du yagé, l’Esprit frappeur, 2000; Peter T. Furst, Introduction à la chair des dieux, l’Esprit frappeur, 2000; Douglas Sharon, Le cactus de San Pedro dans la médecine populaire péruvienne, l’Esprit frappeur, 2000; James W. Fernandez, Iboga, l’expérience psychédélique et le travail des ancêtres, l’Esprit frappeur, 2000; Weston La Barre, Les plantes psychédéliques et les origines chamaniques de la religion, l’Esprit frappeur, 2000; Johannes Gilbert, Le tabac et l’extase chamanisme chez les Indiens Warao du Venezuela, l’Esprit frappeur, 2000; Peter T. Furst, Le peyotl chez les indiens huichols du Mexique, l’Esprit frappeur, 2000.

### Éditeur
Il a édité : Simonne Jacquemard, Le Funambule, 1981 ; Anne de Leseleuc, Le douzième vautour, 1983 ; Éponine, 1985 ; Henri Sjöberg, Villa Gavarnie. Bonheurs d'une enfance, 1985 ; Laurent Cohen, Le maître des frontières incertaines, Rabbi Nahman de Bratslav, 1994 ; Le roi Salomon, une biographie, 1997 ; Le roi David, une biographie mystique, 2000 ; Rûzbehân Al-Baqlî Al-Shîrazî, Le Dévoilement des secrets et les apparitions des lumières. Journal spirituel du Maître de Shîrâz, 1998 ; James Moore, Gurdjieff, Anatomie d'un mythe, Seuil, 1999 ; Philippe Cornu, Dictionnaire encyclopédique du bouddhisme, Seuil, 2001; Fabrice Midal, Trungpa, l’homme qui a introduit le bouddhisme en Occident, Seuil, 2002; Ysabelle Lacamp, "L'Homme sans fusil", Seuil, 2002.

#### Littérature étrangère
- Arménie : Kostan Zarian, Le Bateau sur la montagne, 1986.
- Chine : Gao Xingjian (Prix Nobel de Littérature 2000): La Montagne de l'âme 1995. Hong Ying (en) : L’Eté des trahisons, 1997 ; Une Fille de la faim, 2000 ; Le Livre des secrets de l’alcôve, 2003. Lu Wenfu, Nid d’hommes, 2002. Mo Yan (Prix Nobel de Littérature 2012) : Le Pays de l’alcool, 2000 ; Les Treize pas, 2004 ; Beaux seins, belles fesses, 2005 ; Le Supplice du santal, 2006 ; Le Maître a de plus en plus d’humour, 2006 ; Le Chantier, 2007. Zhaoyan Ye, Nankin, une histoire d'amour, 2008.
- Corée : Su Jung-In : Talgung, 2001 ; L’Oiseau, 2005.
- Grèce : Chrístos Chomenídis : Le Jeune sage, 1997 ; La Hauteur des circonstances, 1998 ; La Voix volée, 2003. Vassilis Vassilikos : K., 1994 ; Le prix des sentiments, 2000. Zyranna Zateli : Le Crépuscule des loups, 2001 ; La Mort en habits de fête, 2007. Ioanna Karystiani : La Petite Angleterre, 2002 ; Un costume dans la terre, 2004.
- Hongrie : Georg Csikos, Katorga, 1986 ; Miklos Szentkuthy, Chronique burgonde, 1996.
- Japon, en collaboration avec Fusako Hasae [Note 7]: Yoshikichi Furui : Le Passeur, 1998 ; Les Cheveux blancs, 2008 ; Chants du mont fou, 2015. Taeko Kono : La Chasse à l’enfant, 1990 ; Conte cruel d’un chasseur devenu proie, 1997 ; Sang et coquillage, 2001 ; Une Voix soudaine, 2003. Haruki Murakami : La Fin des temps, 1994 ; La Ballade de l’impossible, 2003 ; Danse, danse, danse, 2004 ; L’Eléphant s’évapore, 2004 ; Chronique de l’oiseau à ressort, 2012 ; La Course au mouton sauvage, 2012. Minako Oba : La Fleur de l’oubli, 2002 ; Larmes de princesse, 2006. Akira Ooka : Soleil levant, 1997.
- Russie, en collaboration avec Elena Joly : Mikhail Kalachnikov, Ma vie en rafales, 2003.
- Shambhala : Jeremy Hayward, Le Monde sacré de Shambhala, pratique de la voie du guerrier dans la vie quotidienne, 1998. Chögyam Trungpa, La Sagesse de Shambhala, 2002 ; Shambhala, la voie sacrée du guerrier, 2014. Alexander Berzin, L’Initiation de Kalachakra, fondements théoriques et pratiques, 2004. Douglas Pennick, Gesar de Ling, l’épopée du guerrier de Shambhala, 2008. Fabrice Midal, Mythes et dieux tibétains, 2000 ; Trungpa, l'homme qui introduisit le bouddhisme en Occident, 2002.
- Thaïlande : Chart Korbjitti : Sonne l’heure, 2002 ; La Chute de Fak, 2003.

#### Points Sagesses
- Bouddhisme, fondamentaux : Nagarjuna, Traité du Milieu, 1998 ; Conseils au roi, 2000 ; Le Livre de la chance, 2003 ; Shakyamuni, La Perfection de sagesse, 1996 ; William Hart, L’Art de vivre, méditation Vipassana, 1997 ; Shantideva, Vivre en héros pour l’éveil, 2000 ; Abhayadatta, Mahasiddas, la vie merveilleuse de 84 sages de l’Inde ancienne , 2003; Dhammapada, la voie du Bouddha, 2004 ; La Vie de Naropa, tonnerre de grande béatitude, 2004 ; Peter Harvey, Le Bouddhisme. enseignement, histoire, pratiques, 2006 ; Kamalashila, Les Étapes de la méditation, 2007 ; Môhan Wijayaratna, Les Entretiens du Bouddha, 2001; Sermons du Bouddha, 2016.
- Tch’an / Zen :  Philip Kapleau, Questions Zen, 1992 ; Kenji Tokitsu, La voie du karaté. pour une théorie des arts martiaux japonais, 1993 ; Nguyen Huu Khoa, Petite Histoire du Tchan, 1998 ;  Nan Huai-Chin, L‘Expérience de l’éveil, 1998 ; Houang Po, Entretiens, 1999 ; Le Traité de Bodhidharma, première anthologie du bouddhisme chan, 2000 ; Dainin Katagiri, Retour au silence, 2000 ; Maître Dôgen, Vraie Loi, Trésor de l’Œil. textes choisis du Shôbôgenzô, 2004 ; Alan Watts, L’Esprit du Zen, 2005 ; Miyamoto Musashi, maître de sabre japonais du XVIIe siècle. L’homme et l'œuvre, mythe et réalité, 2008 ; Thomas Cleary, La Voie du samouraï, pratiques de la stratégie au Japon, 2009 ; Fa-Hai, Manifeste de l'Éveil, le soutra de l’estrade du sixième patriarche Houi-Neng, 2011.
- Tao : Le Livre de la Cour jaune, classique taoïste des IVe-Ve siècle, 1999 ; Han-Fei-tse ou Le Tao du Prince, présenté et traduit du chinois par Jean Lévi, 1999; Thomas Cleary et Yi-Ming Lieou, Yi-King, 2001.
- Bouddhisme tibétain : John Blofeld, Le bouddhisme tantrique du Tibet, 1976 ; Longchenpa, La Liberté naturelle de l’esprit, 1994 ; Tsangyang gyatso, L’Abeille turquoise, chants d’amour du VIe Dalaï Lama, 1996 ; Matthieu Ricard et Sakyong Mipham : Dilgo Khyentsé, Le trésor du cœur des êtres éveillés, 1996. Philippe Cornu, Padmasambhava, la magie de l’Éveil, 1997 ; Yonten Gyatso, Tantra de l’union secrète, 1997 ; Le Miroir du cœur, Tantra du Dzogchen. suivi de : La libération spontanée des tendances karmiques, 1997 ; Kyabjé Kalu Rinpoché, La Voie du bouddha selon la tradition tibétaine, 2000 ; Tenzin Wangyal, Les Prodiges de l’esprit naturel, l’essence du Dzogchen dans la tradition originelle du Tibet, 2000 ; Jérôme Edou, Machik Labdrön, femme et dakini du Tibet, 2003 ; Alexander Berzin,  L’Initiation de Kalachakra, fondements théoriques et pratiques, 2004 ; Fabrice Midal, La Pratique de l’éveil de Tilopa à Trungpa, 1998 ; Mythes et dieux tibétains, 2000 ; Milarépa, La Vie, 2001 ; Matthieu Ricard, L’Esprit du Tibet, 2001 ; Namkhaï Norbu, Cycle du jour et de la nuit, où l’on progresse sur la voie du yoga primordial, 2003 ; Douglas Pennick, Gesar de Ling, l’épopée du guerrier de Shambhala, 2008.
- Chögyam Trungpa : Outre ses propres traductions (voir supra) il a publié : Shambhala, la voie sacrée du guerrier, 1990 ; Jeu d’illusion, vie et enseignement de Naropa, 1997 ; L’entraînement de l’esprit et l’apprentissage de la bienveillance, 1998 ; Voyage sans fin, la sagesse tantrique du bouddha, 2002 ; Dharma et créativité, 2003 ; Bardo, au-delà de la folie, 2009 ; Mandala, un chaos ordonné, 2011, Folle Sagesse, suivi de Casse Dogme de Zéno Bianu et Patrick Carré, 2012.
- Autres Voies : Alain Porte, Shiva, le Seigneur-du-Sommeil, 1993 ; Maria Sabina, La Sage aux champignons sacrés, 1994 ; Florence Delay et Jacques Roubaud, Partition rouge. Poèmes et chants des Indiens d'Amérique du Nord, 1995 ; Françoise Bonardel, Philosopher par le feu, anthologie de textes alchimiques occidentaux, 1995 ; Robert Misrahi, Construction d'un château, traité du bonheur, 1995; Haïm Nisenbaum, Qu’est-ce que le Hassidisme ?, 1997 ; Zéno Bianu, Krishnamurti, ou l’insoumission de l’esprit, 1998 ; André Neher, Jérémie', 1998 ; Jean-Claude Marol, La Fin’amor, chants de troubadours, 1998 ; Pierre Grandet, Hymnes de la religion d’Aton, 1998 ; Rûzbehân Al-Baqlî Al-Shîrazî, L’Ennuagement du cœur, 1998 ; Abu’l Hasan Kharaqâni, Paroles d’un soufi (960-1033), 1998 ; Madhav Pandit, L’Enseignement de Sri Aurobindo, 1999 ; Zéno Bianu et Luis Mizon, El Dorado, Poèmes et chants des Indiens précolombiens, 1999 ; Lalla, Chants mystiques du tantrisme cachemirien, 2000 ; Aldous Huxley, Dieu et moi, 2001 ; La Quête de la Sagesse, dans la mystique médiévale anglaise, 2004 ; Ajit Mookerjee et Madhu Khanna, La Voie du Tantra, art, science, rituel, 2004 ; Elisabeth D. Inandiak, Les Chants de l’île à dormir debout, le Livre de Centhini, 2005 ; Tara Michaël, Les Voies du Yoga, 2011.